# جوناثان كيب للنشر
جوناثان كيب (بالإنجليزية: Jonathan Cape)‏ هي مؤسسة إنجليزية للنشر يقع مقرها في لندن. أسسها هربرت جوناثان كيب عام 1921، وكان رئيسًا لها حتى وفاته في عام 1960.